# 아사쿠라 아키
아사쿠라 아키(일본어: 朝倉あき, 1991년 9월 23일 ~ )은 일본의 배우이다. 가나가와현 출신 (후쿠오카현 출생). 신장 165cm, 혈액형 B형. 코니이 소속

## 약력
2006년 제6회 도호 신데렐라 오디션 결승 (엔트리 No.8)에 올랐지만, 수상에는 실패했다. 하지만 이를 계기로 도호 예능에 소속하게 되었다.
2007년 NHK BS-hi 드라마 《내가 어렸을 때 "여배우 사이토 유키"》로 데뷔했다.
2014년 도호 예능과의 전속계약 종료로 연기 휴식(블로그에 소식게시, 현재 블로그 폐쇄)
2015년 연예 기획사 코니이의 소속이 되어, 2월에 방송 된 NHK-FM 라디오 드라마 청춘 어드벤쳐 《니코이나 식당》로 활동을 재개했다. 9월 《할로윈 악몽》으로 실사 영화 첫 주연.
2017년 주연한 영화 《4월의 오랜 꿈》이 제39회 모스크바 국제 영화제 국제 영화 비평가 연맹상과 러시아 영화 비평가 연맹 특별 표창을 수상했다.
2019년 4월 시작한 《가부키쵸 변호인 린카》(BS 도쿄)에서 민방 연속 드라마 첫 주연. 동년 7월부터 공연의 무대 《프로즌 비치》에 출연이 예정되어 있었지만, 컨디션 불량으로 인해 하차했다.

## 출연 작품

### 영화
- 범인에게 고함 (2007년, WOWOW FILMS) - "W·A"(2인조 아이돌의 1명·사진) 역
- 환희의 노래 (2008년, 시네 캐논) - 오타 아야카 역
- 저편에서 온 편지 (2008년, 도쿄 예술 대학) - 히로키 역
- 휴대폰 남자친구 (2009년, GONZO/시너지) - 오노데라 유카 역
- 신의 카르테 (2011년, 토호) - 미즈나 요코 역
  - 신의 카르테 2 (2014년, 토호)
- 과거를 그린 이토씨의 이야기 (2013년, 나고야 실행위원회) - 소네 이치하나 역 ※단편
- 요코미치 요노스케 (2013년, 쇼게이트) - 아쿠츠 유이 역
- 가구야 공주 이야기 (2013년, 토호) - 가구야 공주/궁녀 (목소리) 역
- 백설공주 살인 사건 (2014년, 쇼치쿠) - 히라 역
- 가르칠 작업, 배우는 일~종이를 찢는 소년~ 편 (2015년, 메이코지주쿠) - 강사 역
- 할로윈 나이트 메어 (2015년, 유로 공간) - 모리나카 사키 역
- 4/猫 ねこぶんのよん 「일대의 하나님」 (2015년, 도쿄 극장)
- 강철의 연금술사 (2017년, 워너 브라더스 영화)
- 만우절 오랜 꿈 (2018년, 가가 플러스) - 타키모토 하츠미 역
- BLOOD-CLUB DOLLS 1 (2018년, NEGA) - 마사나 역
- 일곱 회의 (2019년, 토호) - 하마모토 유이 역
- 21 세기 소녀 「Mirror」 (2019년, 방송 라이츠 비즈니스)
- 가면 병동 (2020년, 파인 엔터테인먼트) - 나오 역
- 내가 좋아하는 여자 (2020년 예정)

### 텔레비전 드라마
- 내가 어렸을 때~ 사이토 유키 편 (2007년, NHK BS-hi)
- 프로포즈 대작전 제1화 (2007년, 후지 TV)
- 퍼즐 (2008년, TV 아사히)
- 엽기적인 그녀 제8화, 제9화 (2008년, TBS)
- 학교는 가르쳐 주지 않는다! (2008년, 니혼 TV)
- NHK 히로시마 개국 80주년 드라마 모자 (2008년, NHK 히로시마)
- 마사상이 간다~ 설날 스페셜 기후·미노 편 (2009년, NHK 나고야)
- 갓 핸드 테루 (2009년, TBS)
- 토메 하넷! 스즈리 고교 서예부 (2010년, NHK)
- 부활동의 길 #5 나루미 리코 특별편 "궁도 부" (2010년, WOWOW)
- 폭격을 받은 여자들은 살아~ 나가사키 현 여자, 클래스 메이트들의 65년~ 재현 드라마 (2010년, NHK BS-hi)
- 연속 TV 소설 "철판" (2010년 - 2011년, NHK 오사카)
- 대하 드라마 "고우~공주들의 전국~ 제36회 (2011년, NHK) - 나츠 역
- 심야 식당 시즌2 제16화, 최종화 (2011년, 마이니치 방송 / TBS) - 스즈키 스미레 역
- 고독한 미식가 제9화 (2012년, TV 도쿄)
- 내일을 포기하지 않아… 잔해 속의 신문사 ∼카호쿠 신보의 가장 긴 하루∼ (2012년, TV 도쿄)
- 죄와 벌 A Falsified Romance (2012년, WOWOW)
- 토요 와이드 극장 "경시청 수사 1 과장~ 갑자기 출세한 최강의 형사! (2012년, TV 아사히)
- 잠자는 여인 (2012년, NHK) - 나나 마미 역
- 어머니. 우리 아이에 (2013년 3월 31일, MBS) - 고겐 히나 역
- 내일의 마들렌 (2013년, TV 도쿄) - 토가와 미카 역
- 수요일 미스터리 9 카메라맨 아이 이치로의 미궁 추리 (2013년, TV 도쿄) - 나가이 시오리 역
- 트릭 신작 스페셜 3 (2014년, TV 아사히) - 후지사키 치카코 역
- 도쿄가 전쟁터가 된 날 (2014년, NHK) - 사와다 와카바 역
- 건배 전사 애프터 V 제6화 - 제8회 (2014년, 「건배 전사 애프터 V」제작위원회) - 새로운 옐로우 역
- 카미야 겐지로 체포조 2 제4회 (2015년, NHK BS 프리미엄) - 사와 역
- 예고 범 -THE PAIN- (2015년, WOWOW) - 카모시타 키리 역
- 점심 아코짱 제5회 (2015년, NHK BS 프리미엄) - 아비코 간호사 역
- 신 ★ 건배 전사 애프터 V (2015년, 「신 ★ 건배 전사 애프터 V」 제작위원회) - 오구라 유키 역
- 유산쟁족 (2015년, TV 아사히) - 와타나베 미카 역
- 변두리 로켓 제6화 ~ 최종화 (2015년, TBS) - 카노 아키 역
  - 변두리 로켓 (2018년· 2019년, TBS) - 카노 아키 역
- 요시하라 뒤 동심~신춘 요시의 대화재~ (2016년, NHK) - 이치카와 역
- 지지 않는 태양 (2016년, WOWOW) - 온지 쥰코 예
- 옛말 법정 「개미와 베짱이 재판」(2016년, NHK E 텔레) - 재판원 (미야 시타 나나미) 역
- 왕복 서간~십오년 후 보습 (2016년, TBS) - 츠보이 유미 역
- 쿠모키리 니자에몽 3 (2017년, NHK BS 프리미엄) - 소요 역
- 타치바나 노보루 청춘 비망록 2 제2회 (2017년, NHK BS 프리미엄) - 오코마 역
- 키타큐슈에서 지역 드라마 「GO! GO! 필름 타운」 (2017년, NHK BS 프리미엄) - MAIKA 역
- 월요일 명작 극장
  - 우치다 야스오 서스펜스 「경시청 오카베 반~쿠라 살인 사건」(2017년, TBS) - 쿠사니시 에미 역
  - 니시무라 교타로 서스펜스 「신 토츠 경부 시리즈」 - 사카이 형사 역
  - 토츠 경부 시리즈 5 「교토 사가노 살인 미로」 (2018년)
  - 토츠 경부 시리즈 6 「광선 사랑과 배신의 키누」(2018년)
  - 토츠 경부 시리즈 7 「하마 살인 루트」 (2018년)
  - 토츠 경부 시리즈 8 「소토 보선에 사라진 여자~토츠 첫사랑~」(2019년)
- 친구 season16 제9화 (2017년, TV 아사히) - 니자키 메이 역
  - 친구 season18 제17회 (2020년 , TV 아사히) - 니자키 메이 역
- 코키치의 아내 제7화 (2019년, NHK BS 프리미엄) - 하나자토 역
- 가부키쵸 변호인 린카 (2019년, BS 도쿄) - 미스즈 린하나 역
- 가정부 남편 미타조노 3 시리즈 제8회 (2019년, TV 아사히) - 타바타 나오미 역
- 그랑 메종 도쿄 (2019년, TBS) - 에비나 미유 역
- 혼자 캠프에서 먹고 자는 제2회·제12회 (2019년, TV 도쿄) - 히로미 역

### WEB 드라마
- 8월의 러브 송 (2011년, LISMO 드라마!) - 신입 OL 역
- 연애 유관석 (2013년, UULA) - 사야마 노리코 역
- 굴라크 메종 ♡ 도쿄~히라코 쇼헤이의 흔들리는 마음~ (2019년, Paravi) - 에비나 미유 역

### 라디오 드라마
- 청춘 어드벤쳐 (NHK-FM)
  - 방과후는 미스터리와 함께 (2011년) - 기리가 미네 료 역
  - 방과후는 미스터리와 함께 「탐정 부에 도전장」(2014년)
  - 환상 우체국 (2012년) - 아베 아즈사 역
  - 니코이나 식당 (2015년) - 이이나 역
  - 바람의 저편으로 앞질러 가라 (2017년) - 아시하라 미즈호 역

- FM 극장 (NHK-FM)
  - 반짝반짝 추억전당포 (2011년) - 리카 역
  - 붉은 손수건 (2013년) - 후지무라 하루카 역
  - 왕따의 행방 (2013년) - 토요코 역
  - 켜다! 튀어! 주판 고시엔 (2015년 7월 11일) - 코 주석 역
  - 다시 만날 날의 노래 (2016년) - 치요 역
  - 사이드 시트 자장가 (2018년) - 니시노 마호 역
- 슬픈 행운을 (2019년) - 하야미네 아스카 역
- 문예사 Loves TOKYO FM 발렌타인 특별 프로그램 「듣고, 내 사랑 이야기」 , 「할머니의 사랑 이야기」(2020년) - 아카리 역

### 무대
- 에도의 푸른 하늘 두가지~반한 맑은 여덟 백팔 도시~ (2011년, 세타 가야 공공 극장/지방) - 오세츠 역
- TAKE FIVE (2015년, 아카사카 ACT 시어터 / 우메다 예술 극장 메인 홀) - 이케나가 사쿠라 역
- SUPER SOUND THEATRE 「MARS RED」(2015년, 마이 하마 앰피 시어터) - 시라세 아오이 역
- 쓰는 여자 (2016년, 세타 가야 공공 극장/전국) - 히구치 나라 역
- 시아토리카루 라이브 「The Black Prince」 (2017년, 마이 하마 앰피 시어터) - 쿠로티루도 역
- 우리는 아무것도 모른다 (2019년, 도쿄 예술 극장 극장 웨스트/지방) -히라츠카 라이 테우 역

## 그 외 활동

### 라디오 프로그램
- HAPPY BIRTHDAY FOR CHILDREN (2010년, J-WAVE)
- Memories & Discoveries (2015년, JFN) - 진행
- MY OLYMPIC STORY (2018년 ~ 2019년, JFN)

### 다큐멘터리
- 아름다움 거인들의 건축 시리즈 이시카와 카즈마 사 「마쓰모토 성」(2010년, TV 도쿄) - 마스터의 조카 역
- 여행의 힘 열 아홉 살 설명서의 마음을 알 ~중국 시안~ (2011년, NHK BS 프리미엄) - 해설 역
- 지브리의 풍경~다카하타 이사오가 그린 일본을 찾아~ (2014년, BS 일본 테레비) - 해설 역
- 더 프리미엄 「천공의 수수께끼 마추피추~21의 신비를 철저히 규명!~」 (2016년, NHK BS 프리미엄) - 네비게이터
- 절해! 수수께끼와 신비의 거석 문명 모아이와 이스터 섬 「21 신비를 철저히 규명!」 (2018년, NHK BS 프리미엄) - 내레이션, 스튜디오 네비게이터

### 기타 프로그램
- ROUND1 (2009년, 후지 TV)
- 사랑하는 도호 시네마즈 - TOHO 시네마즈 "플러스 원" 캠페인 (2010년, TOHO 시네마즈에서 본편 상영 전) - 네비게이터
- 엔터! SELECTION #77 (2010년, 엔터! 371) - 월간 MC
- HAPPY BIRTHDAY FOR CHILDREN (2010년, J-WAVE) - 일본 유니세프 협회 모금 활동의 일환, 생일 송의 노래
- 미의 거인들 여름 건축 스페셜 이시카와 카즈마사 작품 " 마츠모토 성 "(2010년, TV 도쿄)
- 여행의 힘 19권 책의 마음을 알다~ 중국 서안~ (2011년, NHK BS 프리미엄) - 기행 프로그램

### CM
- 칼피스 워터 - "새콤 달콤한 거리"편 (2008년) - 나가사와 마사미와 공동출연
  - 칼피스 워터 : CM·WEB 무비 제2화 "여동생 편" (2008년) - WEB CM
- NTT 도코모 - 한 사람과 하나. walk with you "상경"편 (2011년)
- 노무라 부동산 도시 넷 노무라 중개 + (2013년)
- 오다큐 전철 「세계에 하나의 일상과 (두 시간 편)」(2015년)
- 샤디 「2019년 중원 스베들이 없는 편」 (2019년)

### 사진집
- 나팔꽃 (2010년, 와니 북스) ISBN 978-4-8470-4237-9